# NBA Sportsmanship Award
NBA Sportmanship Award är ett pris i amerikanska proffsbasket-ligan NBA som delas ut årligen till den spelare som visar gott exempel genom sportslighet på planen.
Priset kallas också Joe Dumars Trophy efter Hall of Fame-invalde Joe Dumars, som var anledningen till att priset instiftades.

## Vinnare
| Säsong    | Namn             | Lag                   |
| --------- | ---------------- | --------------------- |
| 1995/1996 | Joe Dumars       | Detroit Pistons       |
| 1996/1997 | Terrell Brandon  | Cleveland Cavaliers   |
| 1997/1998 | Avery Johnson    | San Antonio Spurs     |
| 1998/1999 | Hersey Hawkins   | Seattle SuperSonics   |
| 1999/2000 | Eric Snow        | Philadelphia 76ers    |
| 2000/2001 | David Robinson   | San Antonio Spurs     |
| 2001/2002 | Steve Smith      | San Antonio Spurs     |
| 2002/2003 | Ray Allen        | Seattle SuperSonics   |
| 2003/2004 | P.J. Brown       | New Orleans Hornets   |
| 2004/2005 | Grant Hill       | Orlando Magic         |
| 2005/2006 | Elton Brand      | Los Angeles Clippers  |
| 2006/2007 | Luol Deng        | Chicago Bulls         |
| 2007/2008 | Grant Hill (2)   | Phoenix Suns          |
| 2008/2009 | Chauncey Billups | Denver Nuggets        |
| 2009/2010 | Grant Hill (3)   | Phoenix Suns          |
| 2010/2011 | Stephen Curry    | Golden State Warriors |
| 2011/2012 | Jason Kidd       | Dallas Mavericks      |
| 2012/2013 | Jason Kidd (2)   | New York Knicks       |
| 2013/2014 | Mike Conley      | Memphis Grizzlies     |
| 2014/2015 | Kyle Korver      | Atlanta Hawks         |
| 2015/2016 | Mike Conley (2)  | Memphis Grizzlies     |
| 2016/2017 | Kemba Walker     | Charlotte Hornets     |
| 2017/2018 | Kemba Walker (2) | Charlotte Hornets     |
| 2018/2019 | Mike Conley (3)  | Memphis Grizzlies     |
| 2019/2020 | Vince Carter     | Atlanta Hawks         |
| 2020/2021 | Jrue Holiday     | Milwaukee Bucks       |
| 2021/2022 | Patty Mills      | Brooklyn Nets         |